# Карадос
Карадос е от рицарите на Кръглата маса в легендата за крал Артур.
Предполага се, че образът му има за прототип реално съществуващ принц – Карадог Късоръки (Caradog Freichfras), починал около 540 г. Има 3 брака и 6 сина.
Неговото име се появява често в писанията за крал Артур, например в „Книга за Карадос“ и „Животът на Карадос“.